# ソブリン金貨
ソブリン金貨（ソブリンきんか、Sovereign）とは、イギリスの1スターリング・ポンドに相当する金貨の名称である。日本語標記としては「ソベリン」「ソヴァリン」「ソボレン」など訳者により様々な標記が使われる。かつては英帝国の栄光を象徴する本位貨幣だった。15世紀後期に初めてこの名称の金貨が登場したが、通常は19世紀前期の金本位制施行により登場した新しい金貨のことをいう。本項では主に新しいソブリン金貨について述べる。

## 仕様
直径22mm、重量7.98805g（123.27447グレイン）、金純度91.67%の標準金。通用最低重量は123.074グレイン以上。この金貨の価値は、製造当初の金の公定価格である、標準金1オンス＝3ポンド17シリング10ペンス半に相当する。

## 歴史

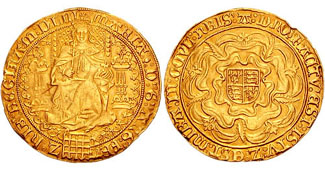
メアリー1世女王の旧ソブリン金貨
1553年鋳造

Sovereignという金貨は、1489年ヘンリー7世の時代に発行された量目240グレインの金貨が20シリングと等価とされたのが最初である。この金貨はそれまで流通していた天使を描いたエンゼル金貨に対して、玉座に坐る国王が描かれたため、ソブリン（君主）と名づけられた。
その後、ヘンリー8世の時代に発行されたソブリン金貨は、22シリング6ペンスとなり、20シリングと等価とされた金貨は200グレインに量目が減らされた。エリザベス1世女王の時代になるとソブリン金貨は更に大型となり30シリングとされ、これとは別に20シリングの1ポンド金貨が鋳造された。この昔のソブリン金貨は、1604年を最後に鋳造が打ち切られ、以後は20シリングの金貨はユナイトと称し、玉座の君主のデザインではなく、国王の横顔に変わった。共和制、王政復古を経て1663年にはギニー金貨が発行され、以後19世紀初頭まで、金貨はギニー金貨のみとなった。
そして、イギリスが金本位制を採用した1816年貨幣法（55 GeorgeIII.c.68）で新しい本位金貨が制定され、これをソブリンと名づけ1817年から鋳造された。鋳造開始は1817年であったが、実際に紙幣との兌換が開始されたのは1822年であった。
この金貨は唯一の無制限法貨として、1917年まで国内流通用の本位貨幣として発行された。

## 種類
ここでは、新しいソブリン金貨について述べる。

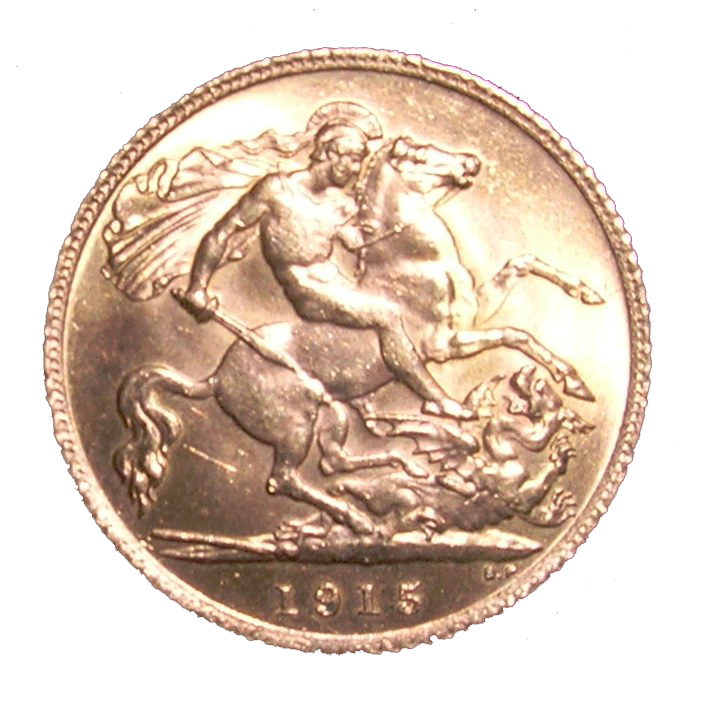
1915年銘 半ソブリン金貨の裏面
（セントジョージと竜）

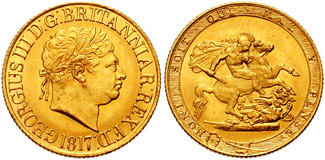
1817年銘　最初のソブリン金貨
表面：月桂冠を戴くジョージ3世
裏面：セントジョージと竜の図案

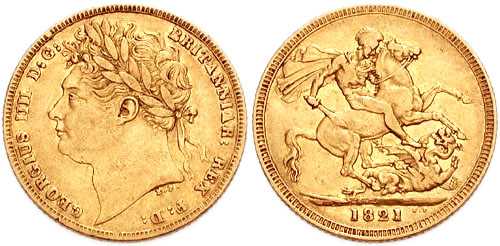
1821年銘のソブリン金貨
表面：月桂冠を戴くジョージ4世
裏面：セントジョージと竜の図案

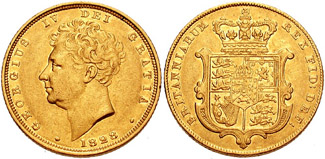
1828年銘のソブリン金貨
表面：月桂冠の無いジョージ4世
裏面：紋章の描かれた楯の図案

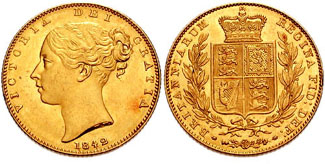
1842年銘のソブリン金貨
表面：ヴィクトリア女王ヤングヘッド
裏面：紋章の描かれた楯の図案

新しいソブリン金貨は、表は国王の横顔であったが、裏にはセントジョージが竜を退治している図案が描かれ、以後この図案がソブリン金貨の代表的な図案となった。この他の図案として、楯に描かれた紋章の図案のコインも鋳造されていた時期があった。なお、当時のイギリス硬貨にはこの金貨を含め、ほとんどの硬貨に額面表示は無く、その大きさと重量で額面を表していた。
- ジョージ3世の肖像[2]
  - 1817 - 1820年　表：月桂冠を戴く肖像　裏：セントジョージと竜
- ジョージ4世の肖像
  - 1820 - 1825年　表：月桂冠を戴く肖像　裏：セントジョージと竜
  - 1825 - 1830年　表：月桂冠無しの肖像　裏：王冠を戴く盾に描かれた紋章
- ウィリアム4世の肖像
  - 1831 - 1837年　表：月桂冠無しの肖像　裏：王冠を戴く盾に描かれた紋章
- ヴィクトリア女王の肖像
  - 1838 - 1874年　表：ヤングヘッド　裏：王冠を戴く盾に描かれた紋章
  - 1871 - 1885年　表：ヤングヘッド　裏：セントジョージと竜
このヤングヘッドタイプの金貨は数多くの刻印を持って鋳造され、1863 - 74年の間に鋳造されたものには夫々の刻印番号が付加されていた。
  - 1887 - 1892年　表：ジュビリーヘッド　裏：セントジョージと竜
  - 1893 - 1901年　表：オールドヘッド　裏：セントジョージと竜
- エドワード7世の肖像
  - 1902 - 1910年　表：月桂冠無しの肖像　裏：セントジョージと竜
- ジョージ5世の肖像
  - 1911 - 1925年　表：月桂冠無しの肖像　裏：セントジョージと竜
- ジョージ6世の肖像
  - 1937年　プルーフ貨のみ　表：月桂冠無しの肖像　裏：セントジョージと竜
- エリザベス2世の肖像
  - 1957 - 1968年　表：月桂冠を戴く肖像　裏：セントジョージと竜
  - 1974 - 1984年　表：ティアラを戴く肖像　裏：セントジョージと竜
  - 1985 - 1988年　表：王冠を戴く肖像　裏：セントジョージと竜
  - 1989年　プルーフ貨のみ　昔のソブリン金貨の図案を復刻（玉座の女王）

### ミントマーク
イギリス本国でだけでなく、広く英植民地でも流通したため、ロンドン王立造幣局以外に次の場所で鋳造された。これらの硬貨には鋳造所を示すミントマークが刻まれ、判別を容易にしている。
- M：メルボルン
- P：パース
- S：シドニー
- C:オタワ
- SA：プレトリア
- I：ボンベイ

## 希少価値
ソブリン金貨は長期間にわたって大量に鋳造され現存するので、この金貨もフランスのナポレオン金貨のように、地金型金貨に準じた扱いで取引されている。ヴィクトリア女王のヤングヘッドタイプ以前のものについては、年号により非常に希少なものも存在し、高値で取引されている。ジョージ3世の1819年銘、ジョージ4世の1828年銘、ヴィクトリア女王の1841年銘、1875年銘メルボルン鋳造、エドワード7世の1908年銘オタワ鋳造、ジョージ5世の1917年銘が特に貴重なタイプとなっている。ただし、ジョージ4世とジョージ5世のコインについては、この希少年号のコインは非常に多くの贋物が存在し、高プレミアムの取引には専門的な真贋の鑑定眼が必要となる。

## 備考
同様の金貨に、半ソブリン（10シリング）、2ポンド、5ポンドの各金貨があるが、2ポンドや5ポンド金貨は2ソブリンなどという表現はしない。
また、1974年以降は、完全な地金型金貨として現在まで発行が続いており、額面は記されていないが1ポンドの法定貨幣である（実際には金地金価格と連動した価格で取引される）。